# Саксонский рубеж

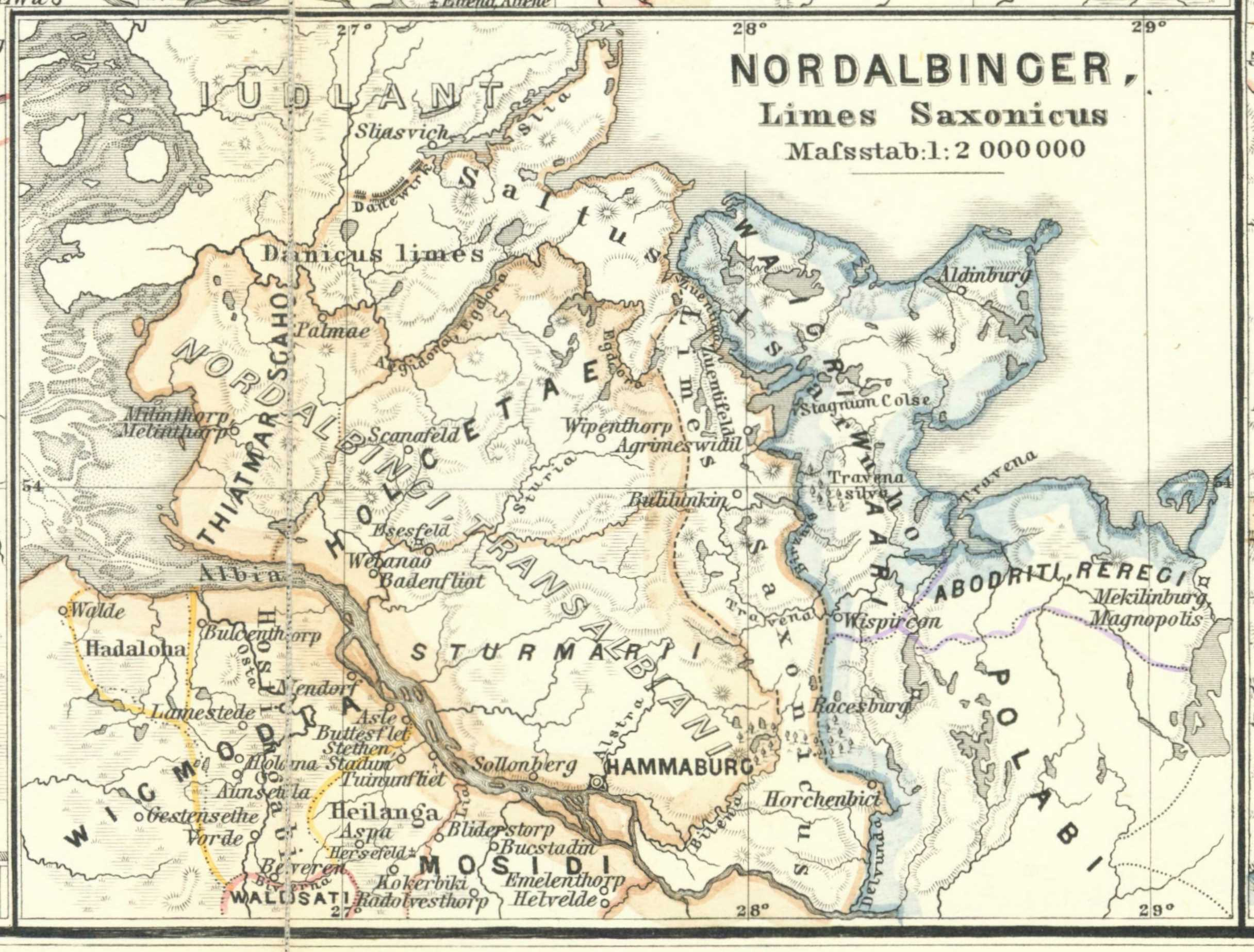
Приблизительное пролегание Саксонского рубежа на карте XIX века

Саксонский рубеж (лат. Limes Saxonicus) — лимес между саксами и славянским племенем ободритов, построенный в 800-е годы на территории современной земли Шлезвиг-Гольштейн.

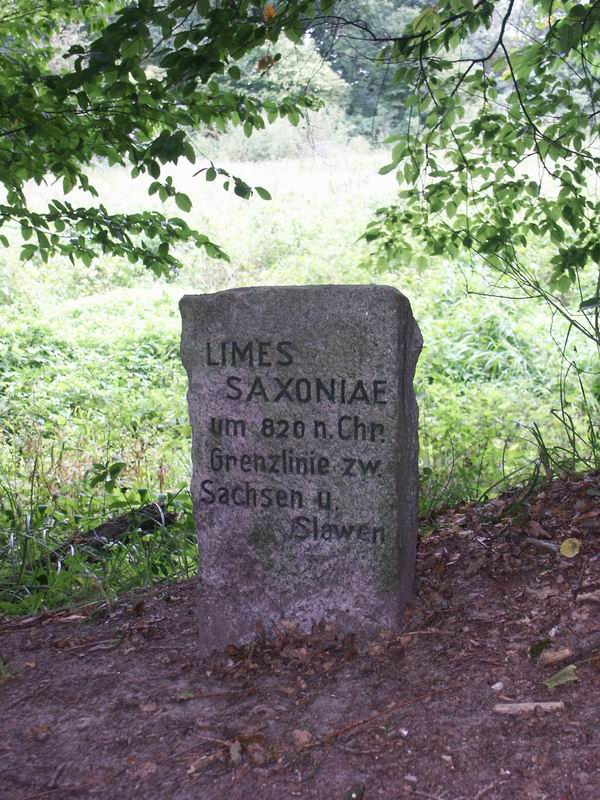
Саксонский вал около Хорнбека

После того как Карл Великий завоевал Саксонские страны в результате продолжительных войн, в 811 году он подписал соглашения в Хайлигене с соседними данами (южная граница Дании устанавливалась по реке Айдер) и, возможно, с полабскими славянами на востоке. Поскольку главные укрепления со времен римлян не сохранились, лимес следовал естественным препятствиям — трясинам и непроходимым лесам. Согласно трактату Адама Бременского «Деяния архиепископов Гамбургской церкви» (приблизительно 1075 год), лимес проходил от реки Эльбы рядом с Бойценбургом, далее — по реке Билле, а затем доходил до Кильского фьорда в Балтийском море.
Саксонский вал несколько раз прорывался ободритами (983 и 1086 годы) и королём Польши Мешко II в 1028 и 1030 годах. Лимес был разрушен в течение первой фазы расселения немцев на восток, когда граф Генрих Бадуайд проводил кампанию против вагров в 1138—1139 годах, в течение которой славянское население подверглось германизации.